# 엔셀라두스 생명체 탐사선
엔셀라두스 생명체 탐사선(Enceladus Life Finder)은 엔셀라두스의 지하 바다를 탐사하기 위해 계획되었던 탐사선이다. 목적은 엔셀라두스의 지하 바다의 구성성분을 탐사하고 생명체 구성 요소를 집중적으로 탐사하는 것이다.

## 역사와 제작배경
2008년, 카시니 하위헌스가 엔셀라두스 간헐천에서 유기물을 발견했다. 그리고 간헐천 성분 중 소금도 발견했다. 그러나 카시니 호에는 확실하고 정확한 질량 분석을 할 수 있는 질량 분석기가 없었다. 이에 2015년에 디스커버리 13의 탐사선으로 제안되었으나, 최종적으로 루시와 프시케가 뽑히며 취소되었다. 이후, 2017년 뉴 프론티어 계획에도 제안되었으나, 선출되지 않았다.

## 과학장비
MASPEX:질량 분석기로, 엔셀라두스 간헐천에서 뿜어져 나온 물의 성분을 분석할 예정이었다.

## 지원, 개발, 투자
- NASA
- JPL
- KSC
- SwRI
- 코넬 대학교

## 같이 보기
- 생명의 기원
- 우주생물학
- 엔셀라두스 탐사선
- ELSAH
- 엔셀라두스 및 타이탄 탐사선
- 유로파 클리퍼
- JET (우주선)
- LIFE (우주선)